# 地域医療機能推進機構東京山手メディカルセンター
地域医療機能推進機構東京山手メディカルセンター（ちいきいりょうきのうすいしんきこうとうきょうやまてメディカルセンター）は、東京都新宿区百人町にある医療機関。独立行政法人地域医療機能推進機構が運営する病院である。通称JCHO東京山手メディカルセンター（ジェイコーとうきょうやまてメディカルセンター）。

## 沿革
- 1947年（昭和22年）、財団法人東京社会保険協会によって、新宿区西大久保三丁目37番地（現在の新宿区大久保二丁目12番1号、跡地はペアーレ新宿が建設されたのちに現在は日本年金機構南関東ブロック本部が入居している）の地に山手病院が建設された。
- 1950年（昭和25年）、社会保険中央看護学院（2024年3月閉校）を併設。
- 1952年（昭和27年）、社団法人全国社会保険協会連合会設立に伴い、同連合会に移管し、社会保険中央総合病院と改称。
- 1987年（昭和62年）に東京教育大学の移転により空いた旧光学研究所の地に移転して、現在の病院が出来上がる。
- 2005年（平成17年）、独立行政法人年金・健康保険福祉施設整理機構設立に伴い、同機構に経営委託。
- 2014年（平成26年）4月1日、年金・健康保健福祉施設整理機構への経営委託を終了するとともに、独立行政法人地域医療機能推進機構に譲渡移管。東京山手メディカルセンター（現在の名称）に改称。

## 診療科

### 総合系
- 総合診療科・救急科
- 小児科

### 内科系
- 消化器内科
- 呼吸器内科
- 循環器内科
- 腎臓内科
- 血液内科
- 糖尿病内分泌内科

### 外科系
- 大腸肛門外科
- 食道胃外科
- 肝胆膵外科
- 乳腺外科
- 一般外科
- 心臓血管外科
- 呼吸器外科
- 形成外科
- 整形外科
- 脊椎脊髄外科
- 眼科
- 脳神経外科
- 産婦人科
- 泌尿器科
- 皮膚科
- 耳鼻咽喉科

### その他診療科
- 放射線科
- 麻酔科
- リハビリテーション科
- 歯科
- メンタルヘルス科
- 緩和ケア科
- 健康増進科
- 病理診断科

## 施設指定等
- 保険医療機関
- 救急告示医療機関
- 労災保険指定医療機関
- 指定自立支援医療機関（更生医療・育成医療）
- 身体障害者福祉法指定医の配置されている医療機関
- 生活保護法指定医療機関
- 結核指定医療機関
- 原子爆弾被害者一般疾病医療取扱医療機関
- 公害医療機関
- 母体保護法指定医の配置されている医療機関
- 災害拠点病院
- 臨床研修指定病院
- エイズ治療拠点病院
- 特定疾患治療研究事業委託医療機関
- DPC対象病院
- 指定療育機関
- 医療被ばく低減施設認定病院

## 会計
- 初診時に紹介状がない場合、選定療養費が別途8,800円かかる。
- 費用の支払はクレジットカード・デビットカードでも可能である。

## 交通アクセス
病院公式サイト・交通のご案内も参照。
- JR山手線「新大久保駅」から徒歩5分。
- JR中央線「大久保駅」から徒歩7分。
- 関東バス:百01系統「高田馬場駅」 - 「東中野駅」線で「東京山手メディカルセンター」下車。